# Donpeacorita
La donpeacorita és un mineral de la classe dels silicats, que pertany al subgrup dels ortopiroxens (grup dels piroxens. Va ser anomenat l'any 1984 per Erich U. Petersen, Lawrence M. Anovitz, i Eric J. Essene en honor de Donald Ralph Peacor, un mineralogista de la Universitat de Michigan.

## Característiques
La donpeacorita és un silicat de fórmula química (Mn2+,Mg)Mg[SiO₃]₂. Cristal·litza en el sistema ortoròmbic. La seva duresa a l'escala de Mohs és 5 a 6.
Segons la classificació de Nickel-Strunz es troba classificat com un inosilicat al grup 9.DA.05 (9 pels silicats, D pels inosilicats i A pels inosilicats amb 2 cadenes periòdiques (família dels piroxens); 05 és la posició que ocupa en el grup). Segons la classificació de Dana, es troba classificat com a inosilicat dins del grup 65.1.2.3 (65 pels inosilicats i 1 per les cadenes periòdiques simples que forma). Els altres membres amb els quals comparteix grup són l'enstatita i la ferrosilita.

## Formació i jaciments
S'ha trobat en marbres silícics rics en manganès; els marbres es van formar sota fàcies metamòrfiques superiors a la fàcies amfibolita.